# Női 4 × 100 méteres gyorsúszás az 1920. évi nyári olimpiai játékokon
Az 1920. évi nyári olimpiai játékokon az úszás női 4 × 100 méteres gyorsváltó versenyszámát augusztus 29-én rendezték a Stade Nautique d'Antwerpben.

## Rekordok
A versenyt megelőzően a következő rekordok voltak érvényben
| Világrekord     | Nagy-Britannia (GBR) · Belle Moore · Jennie Fletcher · Annie Speirs · Irene Steer | 5:52,8 | Stockholm, Svédország | 1912. július 15. |
| Olimpiai rekord | Nagy-Britannia (GBR) · Belle Moore · Jennie Fletcher · Annie Speirs · Irene Steer | 5:52,8 | Stockholm, Svédország | 1912. július 15. |

A versenyen új rekord született:
| Világrekord | Döntő | Egyesült Államok (USA) · Margaret Woodbridge · Frances Schroth · Irene Guest · Ethelda Bleibtrey | 5:11,6 | Antwerpen, Belgium | 1920. augusztus 29. |

## Eredmények
Az időeredmények másodpercben értendők. A rövidítések jelentése a következő:
- WR: világrekord

### Döntő
| H     | Nemzet                 | Név                 | E      | Mj |
| ----- | ---------------------- | ------------------- | ------ | -- |
| Arany | Egyesült Államok (USA) | Margaret Woodbridge | 5:11,6 | WR |
| Arany | Egyesült Államok (USA) | Frances Schroth     | 5:11,6 | WR |
| Arany | Egyesült Államok (USA) | Irene Guest         | 5:11,6 | WR |
| Arany | Egyesült Államok (USA) | Ethelda Bleibtrey   | 5:11,6 | WR |
| Ezüst | Nagy-Britannia (GBR)   | Hilda James         | 5:40,8 |    |
| Ezüst | Nagy-Britannia (GBR)   | Constance Jeans     | 5:40,8 |    |
| Ezüst | Nagy-Britannia (GBR)   | Charlotte Radcliffe | 5:40,8 |    |
| Ezüst | Nagy-Britannia (GBR)   | Grace MacKenzie     | 5:40,8 |    |
| Bronz | Svédország (SWE)       | Aina Berg           | 5:43,6 |    |
| Bronz | Svédország (SWE)       | Emy Machnow         | 5:43,6 |    |
| Bronz | Svédország (SWE)       | Carin Nilsson       | 5:43,6 |    |
| Bronz | Svédország (SWE)       | Jane Gylling        | 5:43,6 |    |